# Melolobium humile
Melolobium humile är en ärtväxtart som beskrevs av Christian Friedrich Frederik Ecklon och Carl Ludwig Philipp Zeyher. Melolobium humile ingår i släktet Melolobium och familjen ärtväxter. Inga underarter finns listade i Catalogue of Life.